# Danmarks Landbrug
Danmarks Landbrug er en dansk propagandafilm fra 1921 med ukendt instruktør.

## Handling
Det er hårdt arbejde for de jyske landmænd at få opdyrket hedens jord. Tørv bruges til opvarmning. Den udgraves med stråler af vand, der gør den flydende, så den kan pumpes gennem en kilometerlang rørledning, der fører tørvevællingen til en flad mark. Her tørrer den og kan udskæres med maskine, trukket af traktor. Hovedsageligt er redskaberne dog drevet af hesteforspand - der pløjes og høstes. Hundegræs sås i rækker, der radrenses med roehakker. Skadelige insekter fjernes fra afgrøden med store net, der er spændt på hest. Kålhoveder dyrkes i store drivhuse. Forædling af kulturplanter er en anden vigtig eksportvare. Frøavl og frørensning foregår på Hartmanns frølager i Glostrup. Der er 200.000 landbrug. 90% af bønderne er selvejere, her i blandt mange husmandsbrug, fordi herregårdsjordene er blevet udstykket efter 1919. På højskolerne kan landboungdommen få suppleret med åndelig føde. På Landbrugsskolerne kan de videreuddanne sig, og på Gymnastikhøjskolen i Ollerup kan de få den fysiske dimension med. Til slut demonstreres de gode danske hesteracer, bl.a. Oldenborgeren og Frederiksborghesten.